# Royal Irish Regiment
Il Royal Irish Regiment (Reggimento Reale Irlandese) è un reggimento di fanteria leggera dell'esercito britannico. Formatosi nel 1992, erede del Royal Irish Rangers, dell'Ulster Defence Regiment e dello storico 27º Reggimento Reale Inskilling (attivo tra la fine del Seicento e metà del XIX Secolo), è composto da due battaglioni, il 1° di stanza a Ternhill in Inghilterra, il 2° a Lisburn in Irlanda del Nord (facente parte del Reserve Army).
I battaglioni del RIR hanno preso parte a operazioni militari ed umanitarie in Irlanda del Nord, Kossovo, Sierra Leone, Iraq e Afghanistan. Nell'agosto 2000 undici militari, un ufficiale e 10 Ranger, furono catturati dai ribelli del RUF in Sierra Leone, insieme ad un ufficiale di collegamento sierraleonese. Cinque ostaggi furono rilasciati dopo pochi giorni, mentre i rimanenti furono liberati il 10 settembre 2000 con un blitz delle forze speciali e del Parachute Regiment (Operazione Barras). Numerosi membri del Reggimento sono stati decorati con medaglie al valor militare per il servizio prestato in Iraq (battaglia di Bassora nel 2003) e in Afghanistan.

## Membri noti
- Colonnello Tim Collins. Già capitano del Royal Irish Regiment e del 22°SAS. Comandante del 1º Battaglione RIR tra il 2001 ed il 2004. Guidò il battaglione durante la Battaglia di Bassora nel 2003